# فرودگاه اوژن
فرودگاه اوژن (به انگلیسی: Eugene Airport) (به زبان بومی: Mahlon Sweet Field) یک فرودگاه همگانی با کد یاتا EUG است که یک باند فرود آسفالت دارد و طول باند آن ۲۴۴۱ متر است. این فرودگاه در شهر یوجین، اورگن کشور ایالات متحده آمریکا قرار دارد و در ارتفاع ۱۱۴ متری از سطح دریا واقع شده است.

## شرکت‌های هواپیمایی و مقصدهای پروازی

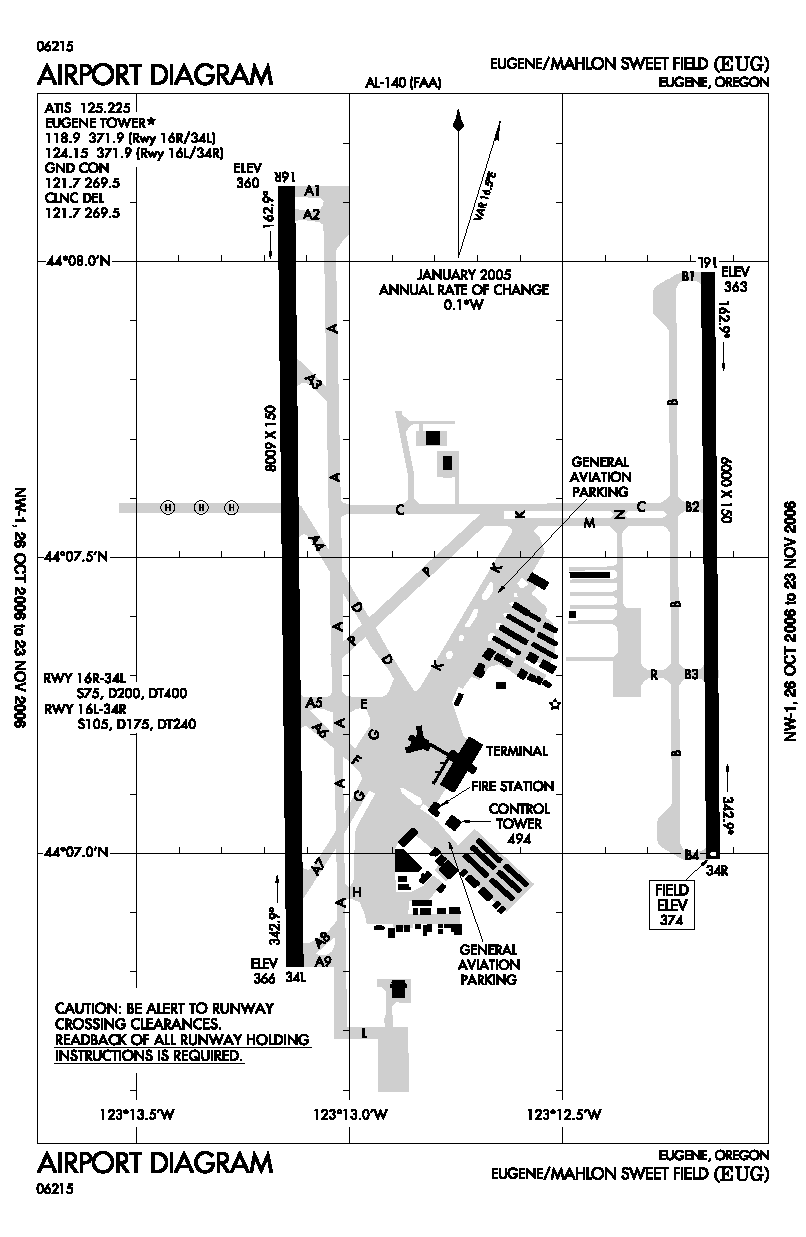
FAA Airport diagram for EUG

### مسافری
| شرکت‌های هواپیمایی                    | مقصدهای پروازی                      |
| ------------------------------------ | ----------------------------------- |
| آلاسکا ایرلاینز اجرا توسط هوریزن ایر | پورتلند، سان خوزه، سیاتل-تاکوما     |
| الیجنت ایر                           | مک‌کاران، لس‌آنجلس، اوکلند، فینکس-مسا |
| امریکن ایگل                          | لس‌آنجلس، فینکس اسکای هاربر          |
| دلتا کانکشن                          | سالت‌لیک‌سیتی، سیاتل-تاکوما           |
| یونایتد ایرلاینز                     | دنور، سانفرانسیسکو                  |
| یونایتد اکسپرس                       | دنور، سانفرانسیسکو                  |

### باری
| شرکت‌های هواپیمایی | مقصدهای پروازی |
| ----------------- | -------------- |
| Airpac Airlines   | سیاتل-تاکوما   |
| Ameriflight       | پورتلند        |
| فدکس اکسپرس       | پورتلند        |
| مارتین‌ایر         | پورتلند        |

### Current Airline Service
Horizon Air operates the  Bombardier Q400  on all of flights from the Eugene Airport with service to Portland, Seattle–Tacoma and San Jose (CA). الیجنت ایر flies to Las Vegas, Los Angeles, Oakland, and Phoenix-Mesa using either مک‌دانل داگلاس ام‌دی-۸۰ or Airbus A319 aircraft. امریکن ایگل اجرا توسط اسکای‌وست flies nonstop to Los Angeles and Phoenix-Sky Harbor using the بمباردیه سی‌آرجی ۷۰۰/۹۰۰ regional jet. دلتا کانکشن اجرا توسط SkyWest Airlines flies to Salt Lake City and Seattle-Tacoma using either the بمباردیه سی‌آرجی ۷۰۰/۹۰۰ or بمباردیه سی‌آرجی ۷۰۰/۹۰۰ series aircraft. یونایتد ایرلاینز flies the خانواده ایرباس ای۳۲۰ nonstop to Denver and San Francisco, additionally یونایتد اکسپرس اجرا توسط SkyWest Airlines flies to Denver and San Francisco using CRJ-700 regional jets.